# Demografia da Nigéria

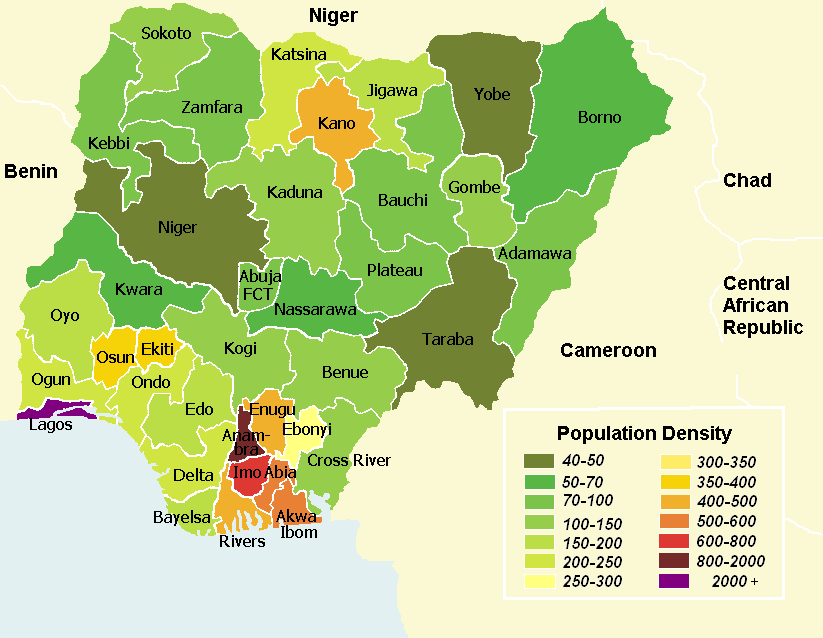
Densidade populacional

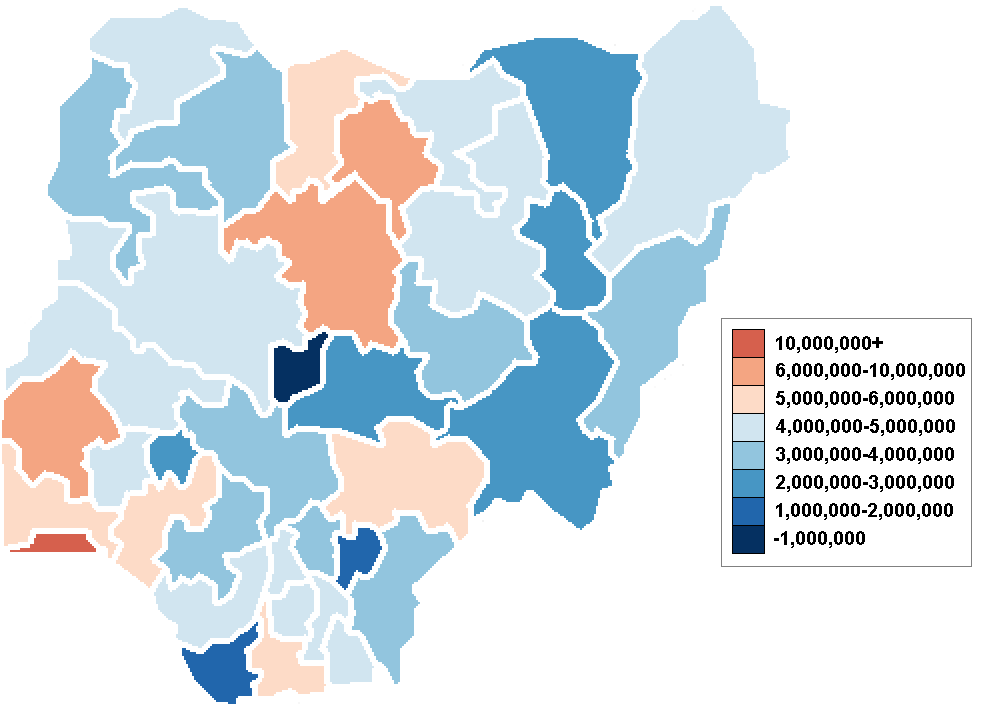
População total

A Nigéria é o país mais populoso da África e o sexto mais populoso do mundo. É também um dos países mais densamente povoados de África, com aproximadamente 218,5 milhões de pessoas em uma área de 923 768 km².
Embora menos de 25% dos nigerianos sejam populações urbanas, pelo menos 24 cidades têm uma população de mais de 100.000 habitantes. A variedade dos costumes, línguas, tradições entre 389 grupos étnicos do país, oferece uma rica diversidade. É impossível indicar os montantes demográficos sobre a Nigéria, autoritariamente, pois os resultados dos censos nacionais foram contestados.
As Nações Unidas estimam que a população da Nigéria atingirá a marca de aproximadamente 390 milhões em 2050. A Nigéria tem uma grande taxa de fecundidade e um grande crescimento populacional.
Estima-se, ademais, que a população da Nigéria será de 750 milhões em 2100, a 3ª maior no mundo.
A Nigéria é composta por mais de 250 grupos étnicos; as seguintes são as mais populosas e, politicamente, mais influentes: hauçá-fulas com 29%, iorubás com 20%, ibos com 20%, ijós com 6,5%, canúris com 4%, ibibios com 3,5%, anangues com 2,5%, tives com 2,5%, e efiques com 2%. Estas percentagens são estimativas, com base no número de colonatos, incluindo o número de cidades, vilas e aldeias, com as informações fornecidas pelo serviço postal da Nigéria.
Na ausência de um censo até à data, outros números da população não seguem procedimentos científicos. Só estes são cientificamente apoiados por liquidação de números fornecidos pelo governo.
As maiores religiões são o islamismo, com 50%, e o cristianismo, com 40%. A língua oficial é o inglês.

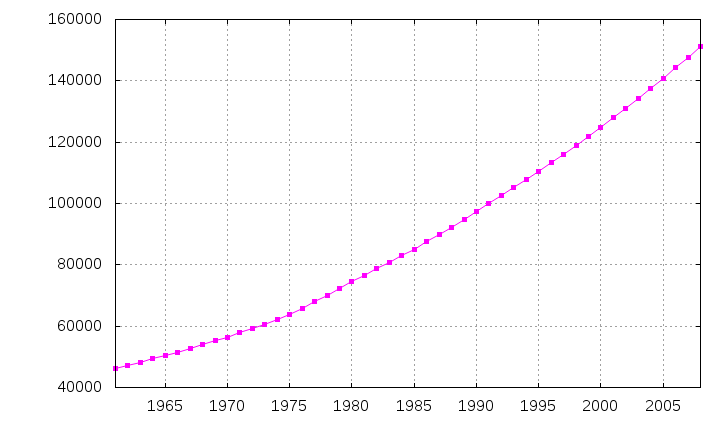
Gráfico representativo sobre o crescimento populacional